# Tetsuya Komuro
Tetsuya Komuro (jap. 小室 哲哉 Komuro Tetsuya), znany szerzej jako TK (ur. 27 listopada 1958 w Fuchū (Tokio)) – japoński producent muzyczny, kompozytor i autor tekstów piosenek, aktywny na rynku muzycznym od 1975 roku, tworzący muzykę z pogranicza popu i rocka. Według niektórych źródeł medialnych szacowany nakład ze sprzedaży wszystkich wyprodukowanych przez niego albumów wynosi 170 mln egzemplarzy, jednakże nie uwiarygodniono tego w oficjalnych certyfikatach przyznawanych przez Recording Industry Association of Japan.

## Życiorys
Krytycy muzyczni przypisują Komuro otwarcie rodzimej sceny na muzykę techno. Producent stał się rozpoznawalny w ojczystym kraju dzięki współpracy z popularnymi japońskimi muzykami. Grę na skrzypcach rozpoczął, kiedy uczęszczał do przedszkola, a w okresie nauki w gimnazjum kupił swój pierwszy syntezator dźwięku. Studiował na Uniwersytecie Waseda, na kierunku nauk społecznych. W 1983 roku został producentem zespołu techno popowego TM Network, dzięki czemu grupa odniosła sukces w latach 80. XX wieku, a ich twórczość nazwano prototypem brzmienia j-popu. Nie udało im się, jednak osiągnąć prestiżowego statusu w kraju. W następnych latach Komuro współpracował z czołowymi artystkami japońskiej sceny popowej takimi, jak Seiko Matsuda czy Miho Nakayama. W 1988 roku zakończył współpracę z TM Network i przeprowadził się na rok do Anglii, aby poszerzyć swoją wiedzę z gatunku country rave. Po powrocie do kraju w 1989 roku, pracował jako solowy artysta, nawiązując współpracę producencką z Yoshikim Hayashi, liderem heavymetalowej grupy X Japan. W 1992 roku założył zespół TRF (Tetsuya Komuro Rave Factory), który składał się z wokalistki, DJ-a i trójki tancerzy. W następnych latach, Komuro udało się rozpowszechnić modę w Japonii na muzykę dance-popową. Odpowiedzialny jest za początkowy sukces takich artystek jak Ayumi Hamasaki, Ryōko Shinohara, Tomomi Kahara, czy Namie Amuro. W przeważającej części kariery, pozostał producentem i autorem tekstów piosenek dla innych muzyków. Okazjonalnie nagrywał też albumy jako jeden z członków popularnej dance-popowej grupy Globe. Przełomem w  karierze Komuro, było wydanie albumu kompilacyjnego TK Million Works, składającego się wyłącznie z singli, które sprzedały się w milionowym nakładzie w Japonii. Nastąpiło to w 1996 roku. Komuro wyprodukował wszystkie utwory na płycie. Do 2001 roku współpracował z Jeanem-Michelem Jarre'em. Do ogólnej świadomości Japończyków dotarła również wiadomość o związku Komuro z Tomomi Kaharą, który zakończył się w próbą samobójczą i przyniósł producentowi rozgłos w ojczyźnie. Jego wkład w twórczość Ami Suzuki w następnych latach również cieszył się popularnością. W 2008 roku wywołał skandal, gdy wyciekły informacje o tym, że odsprzedał innym artystom prawa do katalogu swoich wcześniejszych utworów, wyłudzając ponad 500 mln jenów. Straty pokrył jeden z przedstawicieli jego wytwórni płytowej, Avex Group, zaś on sam, otrzymał trzyletni wyrok w zawieszeniu. W 2010 roku powrócił na scenę muzyczną.
W styczniu 2018 roku Komuro ogłosił, że przechodzi na muzyczną emeryturę, po przedostaniu się informacji do mediów publicznych o jego romansie pozamałżeńskim, co odebrano w Japonii za skandal obyczajowy.

## Dyskografia

### Dyskografia z zespołem TRF
Uwzględnione albumy studyjne za czasów członkostwa w grupie.
- 1993: trf This is the Truth
- 1993: Hyper Techno Mix
- 1993: EZ Do Dance / trf
- 1994: World Groove
- 1994: trf Hyper Mix
- 1994: Billionaire-
- 1998: Unite
- 1999: Loop # 1999
- 2000: Burst drive mix -Album-
- 2006: Lif-e-Motions
- 2007: TRF 15th Anniversary Best Memories
- 2009: Gravity

### Dyskografia solowa[12]
- 1989: Digitalian is Eating Breakfast
- 1990: Psychic Entertainment Sound
- 1992: Hit Factory
- 2003: Piano Voice: TK Piano Works
- 2008: Far Eastern Wind – Winter
- 2008: Far Eastern Wind – Spring
- 2008: Far Eastern Wind – Summer
- 2008: Far Eastern Wind – Autumn
- 2011: Digitalian is Eating Breakfast 2
- 2013: Digitalian is Eating Breakfast 3
- 2013: EDM Tokyo
- 2017: Jobs #1